# Comuna Sednivka, Ustînivka
Sednivka (în ucraineană Седнівка) este o comună în raionul Ustînivka, regiunea Kirovohrad, Ucraina, formată din satele Peremojne, Sednivka (reședința) și Selivanove.

## Demografie
Componența lingvistică a comunei Sednivka
     Ucraineană (94,06%)
     Rusă (1,19%)
     Română (1,19%)
     Alte limbi (0,24%)
Conform recensământului din 2001, majoritatea populației comunei Sednivka era vorbitoare de ucraineană (94,06%), existând în minoritate și vorbitori de rusă (1,19%), armeană (1,19%) și română (1,19%).